# Lamberhurst
Lamberhurst (engelskt uttal: [ˈlæmbərhɜːrst]) är en ort och civil parish i grevskapet Kent i sydöstra England. Orten ligger i distriktet Tunbridge Wells, cirka 10 kilometer sydost om Royal Tunbridge Wells. Tätorten (built-up area) hade 739 invånare vid folkräkningen år 2021.